# ارتش شانزدهم (ورماخت)
ارتش شانزدهم (به آلمانی: 16. Armee) یکی از ارتش‌های میدانی نیروی زمینی در دوره رایش سوم بود که در جنگ جهانی دوم به عملیات پرداخت.

## تاریخچه عملیاتی

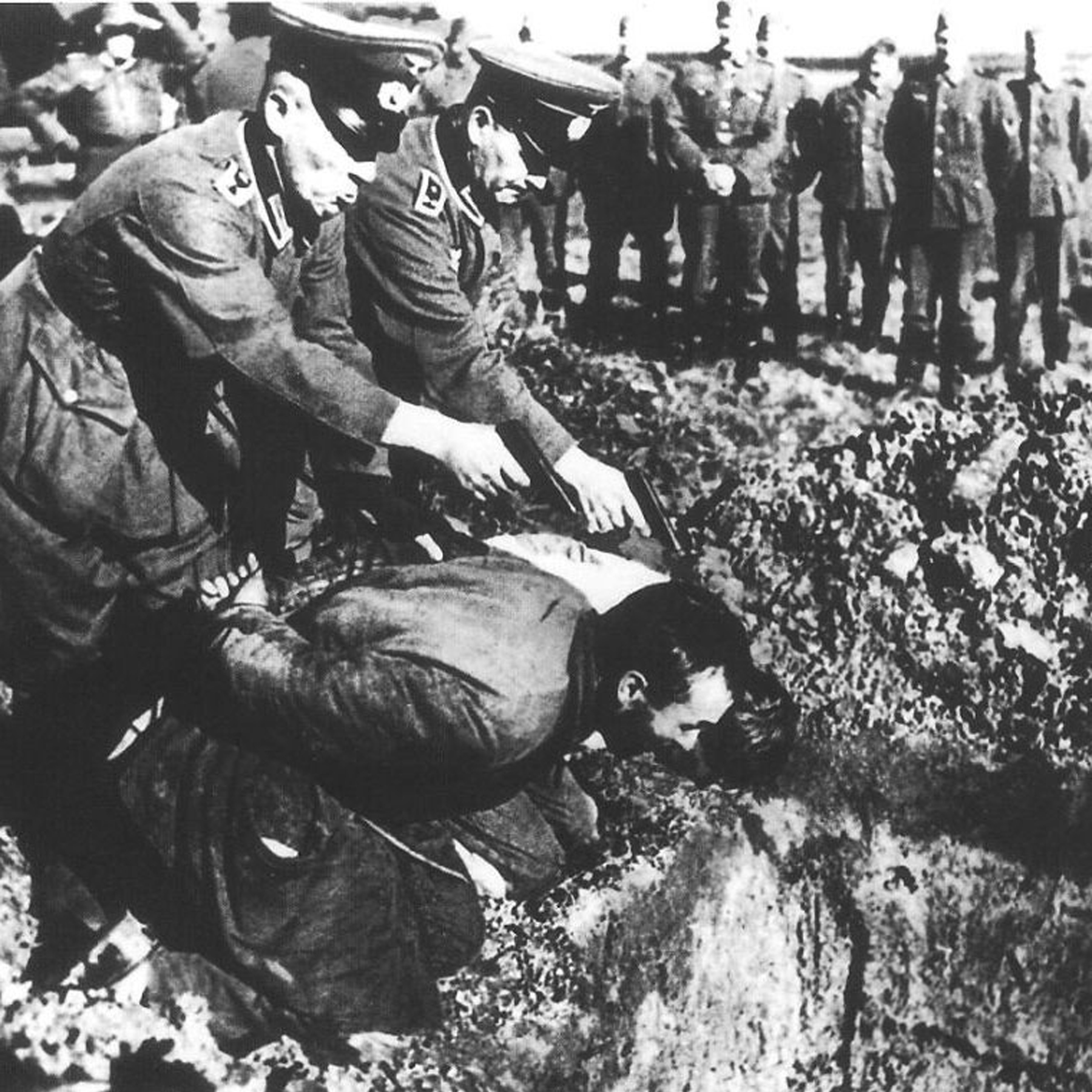
افسران ارتش درحال اعدام غیرنظامیان، ۱۹۴۳

### شوروی
ارتش شانزدهم به منظور مشارکت در عملیات بارباروسا، تهاجم به شوروی، در جناح جنوبی (راست) گروه ارتش شمال، هشت لشکر پیاده‌نظام در قالب سه سپاه و یک لشکر پیاده‌نظام ذخیره با مجموع توان حدود ۱۴۰ هزار نفر در اختیار داشت. خط مقدمی به طول بیش از ۱۰۰ کیلومتر از مجاورت روستای ویشتیتیس در لیتوانی رو به شمال تا محل گذر رودخانه نیمان از مرز پروس شرقی، به این ارتش تعلق گرفت. مأموریت پایه ارتش شانزدهم رخنه در مواضع مرزی دشمن در جهت کلی کاوناس، گذر از رود نیمان، تعقیب گروه زرهی ۴، پاکسازی کرانه دیگر رود دوینا در حدود دوگوپیلس و رسیدن به ناحیه اوپوچکا بود.

#### منطقه بالتیک
با آغاز عملیات بارباروسا در روز ۲۲ ژوئن سال ۱۹۴۱، ارتش شانزدهم سعی داشت به شکل همزمان فاصله خود را با گروه زرهی ۴، سرنیزه زرهی گروه ارتش را حفظ کند، از جناح راست گروه ارتش مراقبت نماید و ارتباط با گروه ارتش مرکز را برقرار نگاه دارد. این ارتش در عرض دو روز خود را به شهر کاوناس، پایتخت پیشین لیتوانی، رساند. ارتش سرخ پل‌های رودخانه‌های نیمان و نریس را منهدم نموده بود اما مهندسان سپاه ۱۰ ارتش شانزدهم آن‌ها را تا روز ۲۵ ژوئن بازسازی کردند. روز بعد دشمن ضد حملات شدیدی در این موضع به اجرا درآورد اما نیروهای ارتش شانزدهم به کمک هر تسلیحاتی که در اختیار داشتند، گذرگاه خود را حفظ نمودند. این ارتش موفق شد در دو هفته آغازین عملیات شرایط تعقیب گروه زرهی ۴ را حفظ کند. نیروهای ویژه براندنبورگر ۲۴ پل سالم را در حوزه عملیاتی ارتش شانزدهم به تصرف خود درآوردند. شب ۳ ژوئیه این ارتش بر نخستین گذرگاه خود بر رود دوینا در نزدیکی شهر لیوانی دست یافت. با توجه به حضور نیروهای ارتش سرخ در پشت خطوط مقدم، ارتش شانزدهم تا میانه ماه ژوئیه به دریافت تدارکات از طریق هوایی و به غنیمت گرفتن انبارهای دشمن اتکا داشت.

#### روسیه
بنا به فرمان فرماندهی گروه ارتش شمال، ارتش شانزدهم می‌بایست از روز ۴ ژوئیه ضمن پیشروی به سمت ناحیه جنوب اوپوچکا، یک سپاه خود را در اتصال با ارتش نهم از گروه ارتش مرکز، جهت پوشش جناح راست گروه ارتش شمال به‌کارمی‌گرفت. بدین سبب انتظار نمی‌رفت این ارتش بتواند با سرعت نیروهای زرهی را دنبال کند. چند روز بعد، به منظور محافظت از جناح شرقی تهاجم گروه ارتش شمال به لنینگراد، ارتش شانزدهم موظف شد به سمت خولم حرکت کند و نیروهایی به سمت ولیکیه لوکی بفرستد. میانه ماه ژوئیه دو سوم از نیروهای این ارتش در جناح جنوبی در همکاری با ارتش نهم، درگیر به محاصره درآوردن نیروهای دشمن اطراف نفل بودند. نیمه دوم ماه ژوئیه سپاه ۲ این ارتش در مرز بین ارتش شانزدهم و ارتش نهم درگیر نبرد در نزدیکی نفل گردیده و در فاصله طولانی کشیده شده بود. دو سپاه دیگر بوش نیز در منطقه نوورژف حضور داشتند.
در پی ضد حمله قدرتمند نیروهای دشمن و رسیدن ارتش سی و چهارم شوروی به خط آهن دنو-استارایا روسا در روز ۱۴ اوت، سپاه ۱۰ در استارایا روسا به محاصره افتاد. در پی فرمان فرماندهی گروه ارتش شمال، با ضد حمله نیروهای گروه زرهی ۴، تا روز ۲۵ اوت دشمن به سمت شرق عقب رانده شده و قوای ارتش شانزدهم از محاصره خارج شدند.

## فرماندهان
- ارنست بوش
- کریستیان هانزن
- پاول لاوکس
- کارل هیلپرت
- ارنست آنتون فن کروسیک
- فریدریش یوبست فولکامر فون کیرشنزیتنباخ

## سازمان
- هنگام آغاز عملیات بارباروسا، ژوئن ۱۹۴۱[۶]:

| - - سپاه ۲ - سپاه ۱۰ - سپاه ۲۸ | - - ۲ گردان راکت‌اندازهای نیبل‌ورفر - ۵ آتشبار توپ‌های تهاجمی - ۶ گردان هوئیتزر متوسط ۱۵۰ میلی‌متری - ۳ گردان توپخانه ۱۰۵ میلی‌متری - ۲ گردان موتوریزه هوئیتزر سنگین ۲۱۰ میلی‌متری - ۱ گردان توپخانه ترکیبی - ۱ گردان توپخانه سنگین ۲۴۰ میلی‌متری - ۱ گردان توپخانه ۱۵۰ میلی‌متری | - - ۱ گردان ضدهوایی ترکیبی نیروی زمینی - ۳ گروهان ضدهوایی | - - ۷ گردان مهندسی - ۲ گردان پل‌گذار - ۳ گردان ساخت و ساز و تعمیر جاده - ۴ آرایش سازمان توت - ۲۰ گردان سرویس کار رایش | - - ۳ اسکادران شناسایی برد کوتاه لوفت‌وافه - ۳ گردان ضدهوایی ترکیبی لوفت‌وافه |